# 긴꼬리자이언트쥐
긴꼬리자이언트쥐(Leopoldamys sabanus)는 쥐과에 속하는 설치류의 일종이다. 방글라데시와 캄보디아, 인도네시아, 라오스, 말레이시아, 태국, 베트남에서 발견된다.

## 특징
꼬리 길이 270~427mm를 제외한 몸길이가 180~273mm인 대형 설치류다. 발 길이는 42~52mm이고 귀 길이는 23~28mm, 몸무게는 최대 532g이다. 털은 짧고 부드럽다. 등 쪽은 누르스름한 갈색부터 황토색 갈색까지 다양하지만 배 쪽은 희다. 귀는 작고 둥글다. 핵형은 2n=42, FN=54이다.

## 생태
야행성, 육상성 동물이다. 땅 위 최대 3m까지 빠르게 오를 수 있다. 굴 속에서 생활한다. 먹이는 곤충과 열매, 식물이다. 임신한 암컷이 연중 관촬되며, 7월과 9월 사이에 정점에 달한다. 한 번에 1~7마리의 새끼를 낳는다. 야생에서 기대 수명은 4개월이지만 포획 상태에서는 최대 2년이다.

## 분포 및 서식지
수마트라섬과 보르네오섬, 자와섬 그리고 인근 제도의 인도차이나에 널리 분포한다. 해발 최대 3,100m 이하의 열대 및 아열대, 온대 산지림에서 서식한다.